# Gotha Go 244
O Gotha Go.244 foi um avião de transporte aéreo usado pela Luftwaffe durante a Segunda Guerra Mundial. Era uma versão motorizada do planador Go 242.

## Desenvolvimento
O Go 244 foi a versão motorizada do Gotha Go 242 que era um planador de transporte. Os estudos para a versão motorizada do Go 242 começou no início do próprio projeto do planador, com uma proposta inicial de o mesmo ser modificado para permitir que um único motor Argus As 10C seria temporariamente ligado ao nariz do planador para assim permitir a recuperação para à base após o uso do planador. Esta ideia foi rejeitada, mas como alternativa uma versão com dois motores permanente foi levada adiante.
Três Go 242s foram modificados como protótipos motorizados Go 244, equipado então com diferentes motores radiais. O primeiro protótipo, o Go 244 V1, foi alimentado por dois BMW 132 de 660 hp (492 kW) , enquanto o segundo protótipo teve como motores um par de Gnome-Rhône 14Ms de 700 cv (522 kW) capturados dos franceses e no terceiro protótipo foram testados os motores Shvetsov M-25 de 750 hp (560 kW), sendo o modelo Shvetsov era na realidade motores adaptados pelos soviéticos dos modelos Wright Cyclone, que nada mais eram que motores de origem americana com nove cilindros radiais. Embora o terceiro protótipo é que tenha alcançado bons resultados para a função, a Luftwaffe tinha grandes estoques de motores capturados da Gnome, Por isso este foi escolhido como base para a conversão da produção embora alguns aviões tenham sido equipados com os motores da Shvetsov. A série B foi o principal modelo de produção, baseando-se no modelo Go 242B, cerca de 133 aviões foram convertidos do Go 242 Bs.

## Histórico operacional
Os primeiros exemplares do Go 244 foram entregues as unidades operacionais que operavam na Grécia, principalmente naquelas com base em Creta, em março de 1942. Alguns também foram designados para transportar cargas e tropas para o Norte da África e também foram empregados na Frente Oriental , mas na frente Oriental eles se mostraram vulneráveis a artilharia antiaérea e foram retirados, sendo substituídos por Junkers Ju 52 ou Messerschmitt Me 323.

## Variações
Go 244 A-1 - protótipos.
Go 244 B-1 - versão de produção, com trem de pouso fixo.
Go 244 B-2 - Versão B-1 mas com trem de pouso melhorado.
Go 242 B-3 - versão para uso de pára-quedistas baseada na versão B-1.
Go 244 B-4 - versão para uso de pára-quedistas baseada na versão B-2.

Go 244 B-5 - versão de treinamento com controles duplos